# Jimena Gállego
Jimena Alejandra Gállego Spindola (Ciudad de México, 14 de julio de 1980), conocida simplemente como Jimena Gállego, es una presentadora, actriz, periodista, productora y cantante mexicana. Actualmente es presentadora del programa de televisión La casa de los famosos de Telemundo para Estados Unidos.
Además combina su carrera como cantante en el grupo Reinas de corazones, junto a Shanik Aspe, María Inés Guerra, Kristal Silva y Emma Escalante, mismo en el que también funge como productora asociada.

## Biografía
Jimena Gallego nació la fecha del 14 de julio de 1980 en la Ciudad de México, es hija de Lilia Reyes Spindola.
Como cantante, tiene cinco discos de estudio y cuenta con gran experiencia en escenarios nacionales e internacionales, ha sido telonera de artistas como Juan Gabriel, Jennifer Lopez, Marc Anthony y Marco Antonio Solís.
En junio de 2001 firmó con Crescent Moon Records, sello discográfico copropietario de Emilio Estefan y Sony Music. Su álbum debut de estudio homónimo fue Jimena (2003),  que incluía 10 canciones, escribió. La única ignorancia de Maldita fue lanzada en tres versiones, norteña, balada ranchera y cumbia. Ha trabajado y entrenado con Eugenia Sutti, Patricia Reyes Spíndola, Luis Felipe Tovar, Salvador Sánchez y Natalia Travena.
En 2003, firmó un contrato adicional con Univision Music Group. Su segundo álbum, En soledad (2005), también fue producido por Emilio Estefan. Ha sido nominada para varios premios, incluyendo Premios Lo Nuestro en 2004 para Artista Revelación y en 2006 para Cantante del Año, compartiendo la nominación junto a Paulina Rubio, Laura Pausini y Julieta Venegas.
El 22 de agosto de 2006, lanzó Volar sin alas, también producida para Emilio Estefan, esta vez su sigle "Que onda guey", Ft. Akwid, fue escrita por Yan Weynn [William Ramos Jr].
Ha actuado en numerosos lugares: el Madison Square Garden, el Miami Sand y el Staples Center en Los Ángeles. Fue invitada especial en 2004, después de haber sido invitada por el presidente George W. Bush para actuar en la Casa Blanca (White House).
En 2008, fue juez en la quinta temporada de Objetivo Fama, en Puerto Rico, show similar a American Idol.
Tiempo después en 2011, 2012 y hasta 2018 fue parte del programa de concursos Pequeños gigantes en México como presentadora de backstage en la temporada 1, 2 y 3 al lado de Galilea Montijo.
En 2012, apareció en la telenovela mexicana Por ella soy Eva, bajo la producción de Rosy Ocampo.
Posteriormente, dos años después, en 2014 participó en la 4.ª edición del reality show musical de Televisa La voz México en donde audicionó con el tema «Frente a frente», dicho a esto sólo Laura Pausini la escogió en su equipo, finalmente resultó ser eliminada en la etapa de Las batallas por parte de su compañera Melissa Galindo con quien interpretó el tema «Genio atrapado».
Entre 2016 y 2017 fue parte del programa de espectáculos Cuéntamelo ya!, al lado de sus compañeras Roxana Castellanos, Cynthia Urías e Inés Gómez Mont de nueva cuenta en Televisa.
En 2017 Jimena Gállego crea la plataforma Mothersfront junto de la mano de Alexia Camil, sobre una serie de conferencias con madres famosas que hablan sobre sus experiencias. Es hasta el año 2021 que Jimena Gállego es invitada a formar parte como coconductora del reality show de Telemundo La casa de los famosos junto a Héctor Sandarti, siendo todo un éxito total en pantalla.
A partir de 2023 retoma el concepto Reinas de corazones junto a Shanik Aspe, María Inés, Kristal Silva y Emma Escalante, en donde retoma su faceta como cantante.

## Vida personal
Jimena Gállego tiene 2 hijas de su primer matrimonio. Esta actualmente casada con el abogado penalista Antonio Collado.

## Discografía

### Álbumes
| Information |
| Jimena - Lanzamiento: 3 de junio de 2003 - Sencillos: - Maldita ignorancia - No te vayas - Aunque tu no quieras - Y llegaste tú  |
| En soledad - Lanzamiento: 8 de marzo de 2005 - Sencillos: - En soledad - No me culpes                                            |
| Volar sin alas - Lanzamiento: 22 de agosto de 2006 - Sencillos: - Volar Sin Alas - Que onda Güey - Que onda Güey featuring Akwid |